# 阿蒂隆库尔
阿蒂隆库尔（法語：Attilloncourt）是法国摩泽尔省的一个市镇，属于沙托萨兰区（Château-Salins）沙托萨兰县（Château-Salins）。该市镇总面积3.37平方公里，2009年时的人口为105人。

## 人口
阿蒂隆库尔人口变化图示